# Paul Stenger

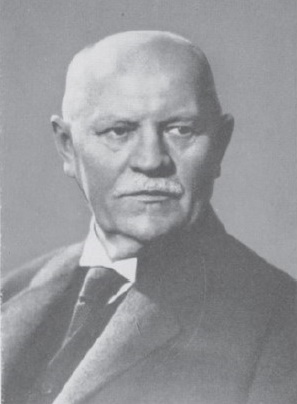
Paul Stenger

Paul Karl Stenger (* 3. November 1865 in Rödgen, Siegerland; † 4. August 1940 in Berlin-Zehlendorf) war ein deutscher Sanitätsoffizier, HNO-Arzt und Hochschullehrer an der Albertus-Universität.

## Leben

Stenger und seine Kollegen, darunter Käthe Krombach (1925)

Stenger studierte vom 22. Oktober 1885 bis zum 14. Februar 1890 an der Akademie für das militärärztliche Bildungswesen in Berlin. Er wurde Mitglied der Pépinière-Corps Franconia (1886) und Saxonia (1907). Im Dezember 1889 wurde er von der Friedrich-Wilhelms-Universität zu Berlin zum Dr. med. promoviert. 1897–1902 war er an der Kaiser-Wilhelms-Akademie. Von März 1899 bis Januar 1902 war er an die HNO-Klinik der Charité zu Moritz Trautmann kommandiert. Zuletzt Bataillonsarzt im 1. Hannoverschen Infanterie-Regiment Nr. 74, schied er am 22. März 1903 aus dem aktiven Dienst. Er wurde 1901 Mitglied der Berliner Freimaurerloge Zum Widder. Er ging als Assistenzarzt an die HNO-Klinik der Albertus-Universität Königsberg und habilitierte sich noch 1903 für HNO-Heilkunde. Am 4. April 1906 zum Titularprofessor ernannt und von Bernhard Heine empfohlen, übernahm er als a.o. Professor 1909 die bis dahin von Heine geleitete Poliklinik für Ohrenheilkunde. 1910 errichtete ihm die Königsberger Universität einen Neubau der Hals-Nasen-Ohrenklinik. Erst in der Weimarer Republik übernahm er 1921 die bis dahin von Paul Gerber (1863–1919) geführte Hals-Nasen-Klinik. Er wurde damit Lehrstuhlinhaber und Direktor der nunmehr vereinigten Hals-Nasen-Ohrenklinik der Universität Königsberg.
1934 emeritiert, zog Stenger zurück nach Berlin. „Seine Freunde, seine Schüler und alle, die ihm näher standen, werden die Persönlichkeit Stengers als die eines immer zuverlässigen, treuen und selbstlosen Mannes in ehrender Erinnerung behalten, dessen innerstes Wesen Milde und Güte war. Er stellte eine ruhige, vornehm denkende Natur mit sicherer Zielstrebigkeit dar, die jedem das Seine ließ und sich auch über Erfolge Anderer freuen konnte.“

### Werk

Hals-Nasen-Ohrenklinik Königsberg 1910 mit Operationstrakt für Prof. Stenger

Wie schon die Habilitationsschrift zeigt, forschte Stenger vornehmlich auf klinischem Gebiet, und zwar in der operativen Behandlung der otitischen Hirnsinusthrombose. Eingehend befasste er sich mit der operativen Korrektur von Verletzungen des Gehörgangs und des Innenohrs bei Schädelbasisbrüchen. „Es ist nicht übertrieben zu behaupten, dass die Pathogenese und operative Behandlung dieser endokraniellen Komplikationen mit vielen daraus sich ergebenen klinischen Gesichtspunkten und operativen Notwendigkeiten unter seiner Mitarbeit eine wesentliche Klärung erfahren haben. Ein ähnlicher Wurf gelang ihm mit der Bearbeitung der Mitbeteiligung des Gehörgangs bei Schädelverletzungen. Im weiteren Zuge dieses Problems beschäftigte er sich eingehend mit dem Nachweis der bleibenden Verletzungsfolgen des Ohres bei Schädelgrundbrüchen. Das führte zur Entdeckung seines Stimmgabelversuchs zum Nachweis einseitiger Taubheit, der als Stengerscher Versuch zur Entlarvung von Simulanten allgemein anerkannt ist.“. Näheren Aufschluss über die Federführung der Königsberger HNO-Klinik bei otitischen Hirnoperationen besonders zur Hirnsinus-Venenthrombose bringt die Dissertation der Assistentin von Paul Stenger, Käthe Krombach.
In den letzten Jahren seiner klinischen Tätigkeit widmete er sich der Tonsillenfrage. Er war es, der die erste Anregung gab, bei Tonsillarabszessen eine Lüftung des oberen Mandelpols zu versuchen, ein Vorgehen, dass dann zur Entwicklung der Abszesstonsillektomie durch A.Linck führte.
Bekannt war der Stengersche Versuch zum Nachweis einseitiger Taubheit.

### Grab

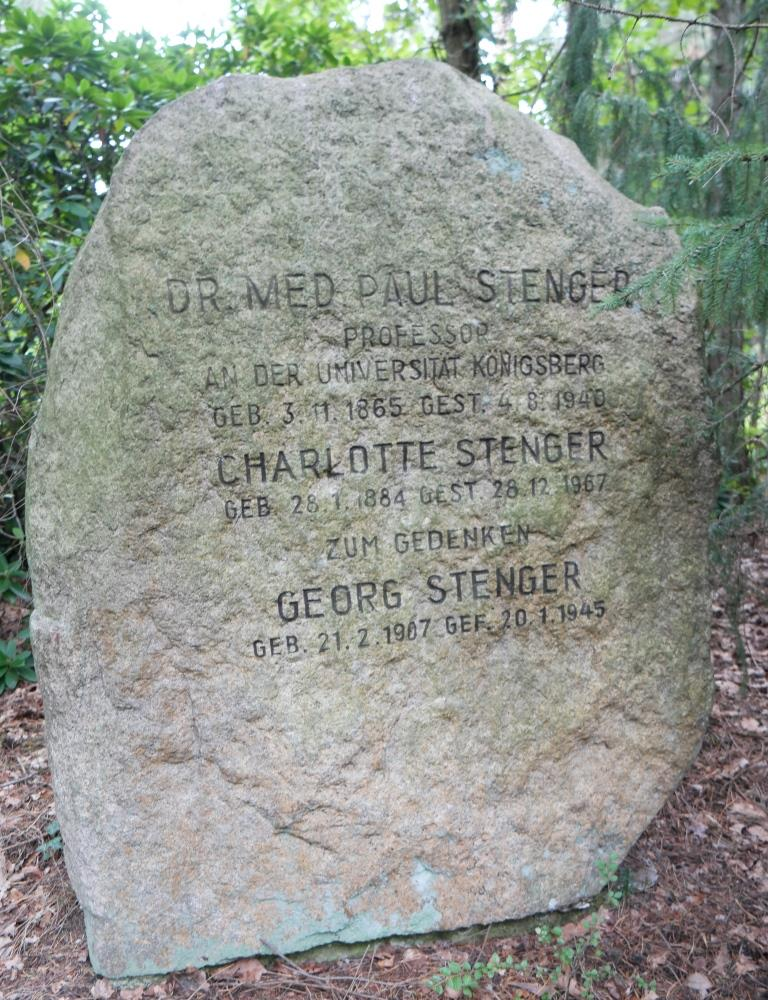
Stengers Grab

Stenger starb mit 74 Jahren und wurde auf dem Südwestkirchhof Stahnsdorf beerdigt.

## Schriften
- Topographische Anatomie des Gehörganges, in: Handbuch der speziellen Chirurgie des Ohres und der oberen Luftwege. Band 1/1, Kabitsch, Würzburg 1912.
- Akute Mittelohrentzündung, in: A. Denker, O. Kahler: Handbuch der Hals- Nasen- Ohren-Heilkunde. 1929.

## Ehrungen
Unvollständige Liste
- Geheimer Medizinalrat